# Kosmos kak predtjuvstvije
Kosmos kak predtjuvstvije (russisk: Космос как предчувствие) er en russisk spillefilm fra 2005 af Aleksej Utjitel.

## Medvirkende
- Jevgenij Mironov som Victor Konkov
- Jevgenij Tsyganov som Gherman
- Irina Pegova som Lara
- Jelena Ljadova som Rimma
- Sergej Katjanov som Kirytj